# 國立基隆女子高級中學

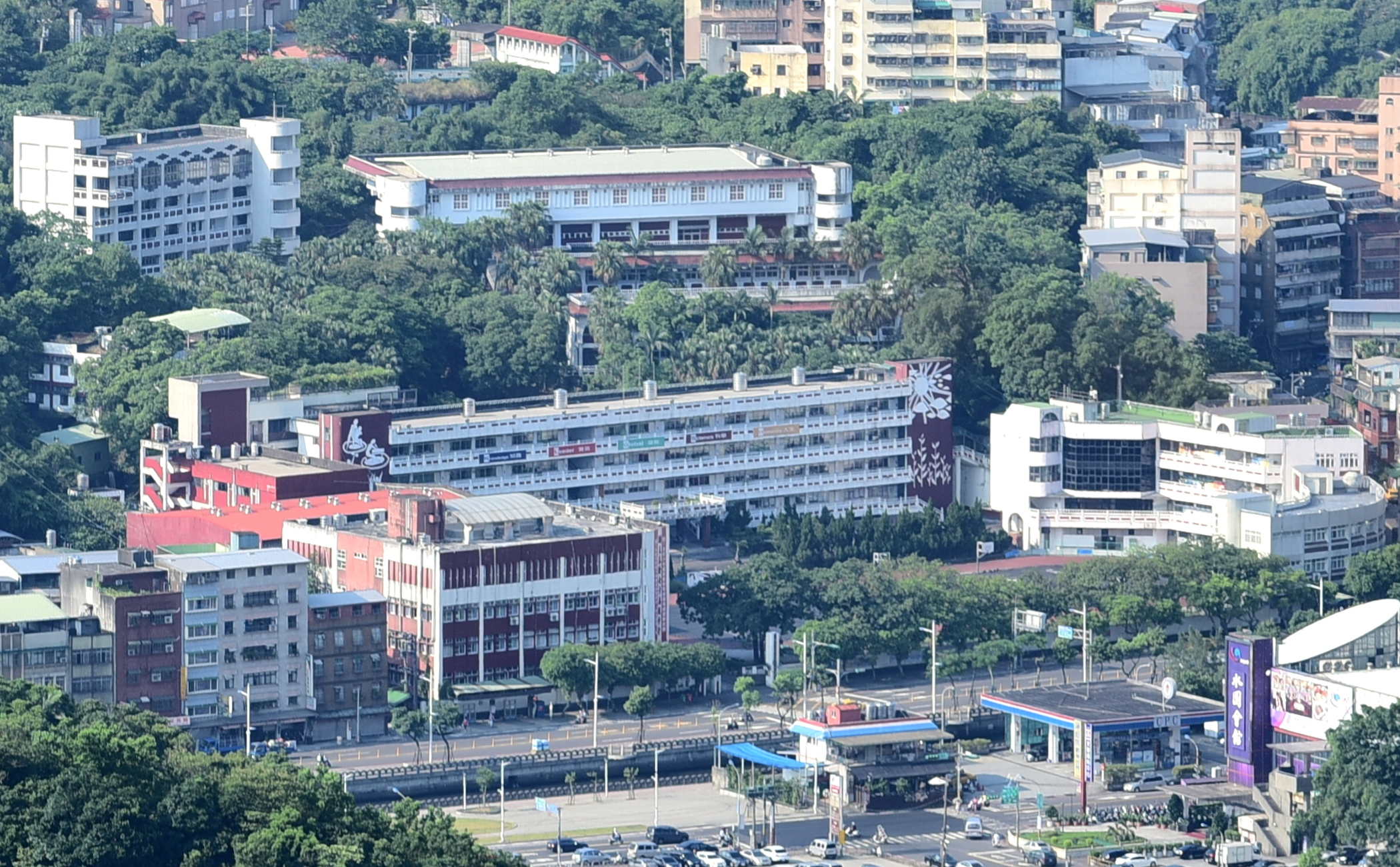
基隆女中校園

國立基隆女子高級中學，簡稱基隆女中、基女，是位於基隆市信義區的一所國立高級中等學校。前身為臺灣日治時期的臺北洲立基隆高等女學校。

## 簡史
- 1924年4月24日：創立臺北州立基隆高等女學校。
- 1946年1月：改制為臺灣省立基隆女子中學。
- 1955年：暖暖分部成立。
- 1968年：停招初中部，同時附設高級家事職業補習學校。
- 1970年：暖暖分部與初中部廢止，改名為臺灣省立基隆女子高級中學。
- 2000年2月：因應台灣省虛級化政策，改制為國立基隆女子高級中學。

## 校長
| 任別 | 姓名     | 就任時間  | 卸任時間   |
| ---- | -------- | --------- | ---------- |
| 1    | 近藤廉三 | 1924年5月 | 1941年8月  |
| 2    | 池城安祥 | 1941年8月 | 1945年12月 |
| 3    | 鄧世英   | 1946年1月 | 1946年3月  |
| 4    | 廖碧英   | 1946年3月 | 1946年8月  |
| 5    | 孫致和   | 1946年8月 | 1951年2月  |
| 6    | 劉平侯   | 1951年2月 | 1954年2月  |
| 7    | 石季玉   | 1954年3月 | 1957年7月  |
| 8    | 黃東生   | 1957年8月 | 1973年7月  |
| 9    | 徐瑞桃   | 1973年8月 | 1991年2月  |
| 10   | 王麗君   | 1991年2月 | 1999年7月  |
| 11   | 施啟文   | 1999年8月 | 2000年7月  |
| 12   | 溫烘祥   | 2000年8月 | 2004年7月  |
| 13   | 黃火文   | 2004年8月 | 2008年7月  |
| 14   | 曾華錚   | 2008年8月 | 2015年7月  |
| 15   | 莊越丞   | 2015年8月 | 2019年6月  |
| 16   | 陳明印   | 2019年6月 | 2024年7月  |
| 17   | 林三維   | 2024年8月 | 現任       |

## 外部連結
- 國立基隆女子高級中學（页面存档备份，存于）
- 國立基隆女子高級中學的Facebook專頁